# Hofanlage Halbetzer Straße 3

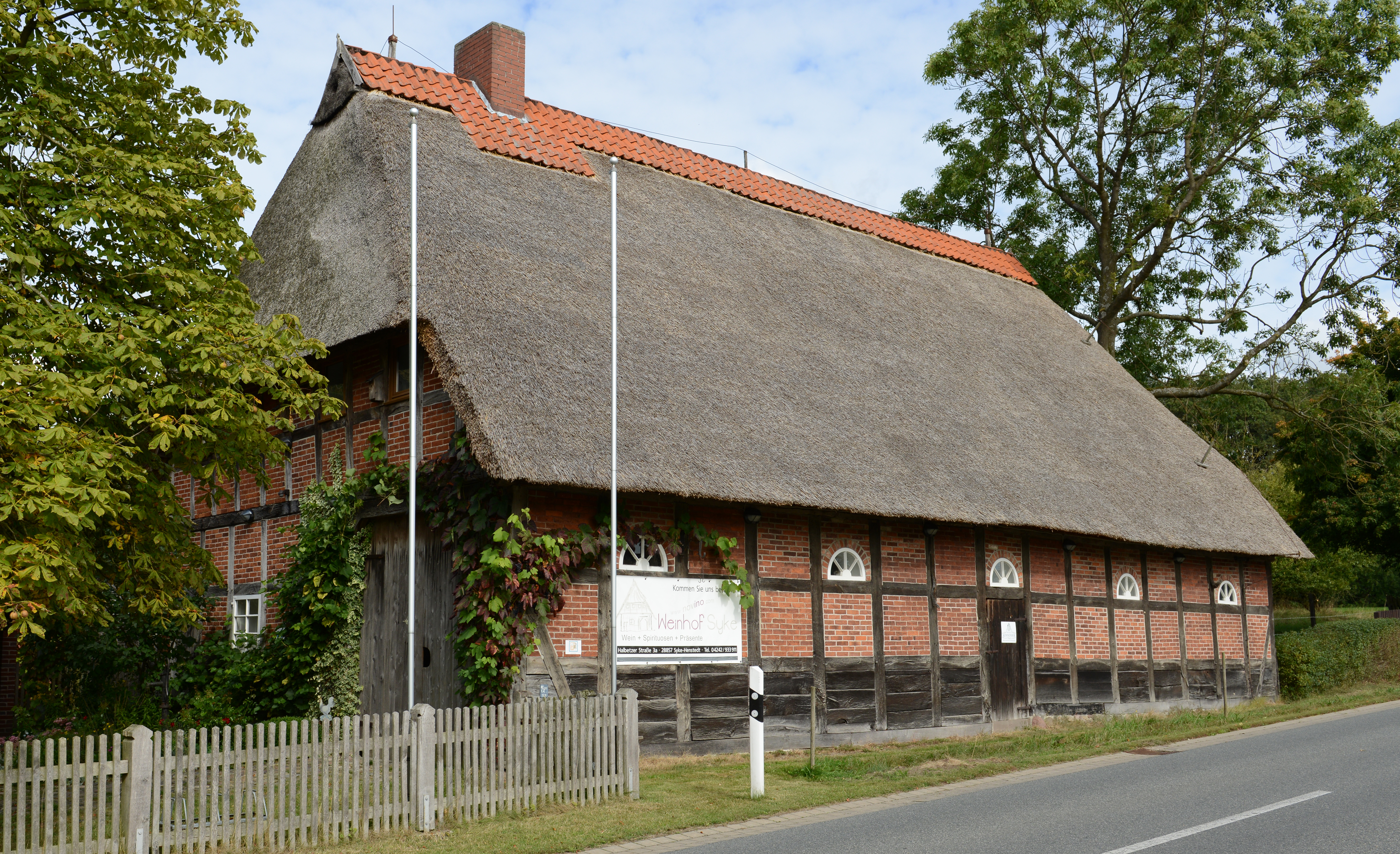
Wohn-/Wirtschaftsgebäude

Die Hofanlage Halbetzer Straße 3 in Syke, Ortsteil Henstedt, wurde 1350 erstmals erwähnt. Ein Gebäude wird seit 1998 als Weinhof genutzt.
Die Gebäudegruppe steht unter Denkmalschutz. Sie ist in der Liste der Baudenkmale in Henstedt.

## Geschichte

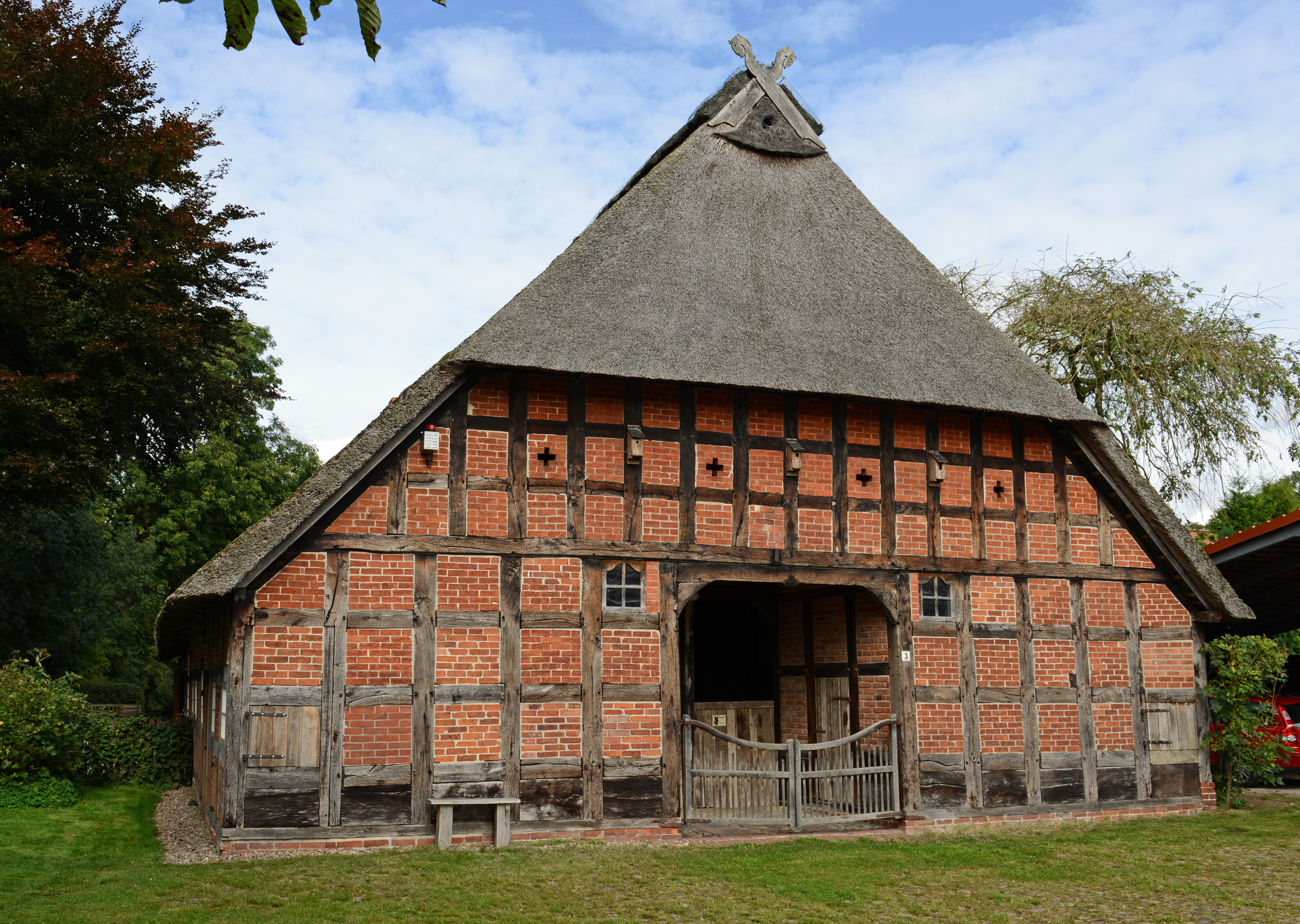
Scheune, 2012 noch unsaniert

Die ehemalige Halbmeierstelle wurde 1350 erstmals urkundlich erwähnt. Sie und besteht heute aus
- dem eingescho0ssigen Wohn- und Wirtschaftsgebäude als ein niedersächsisches Zweiständer-Hallenhaus mit reetgedecktem Krüppelwalmdach mit Rotsteinausfachung und Niedersachsengiebel mit Uhlenloch und der Grooten Door mit Korbbogen,
- der ehemaligen Durchfahrtscheune mit Reetdach auf dem Krüppelwalmdach und Rotsteinausfachung, heute saniertes Geschäftshaus
- dem ehemaligen Schafstall,
- dem Speicher als Holzhaus mit Walmdach,
- Nr. 3b: dem nicht denkmalgeschützten Backhaus in Fachwerk mit Satteldach.[2]

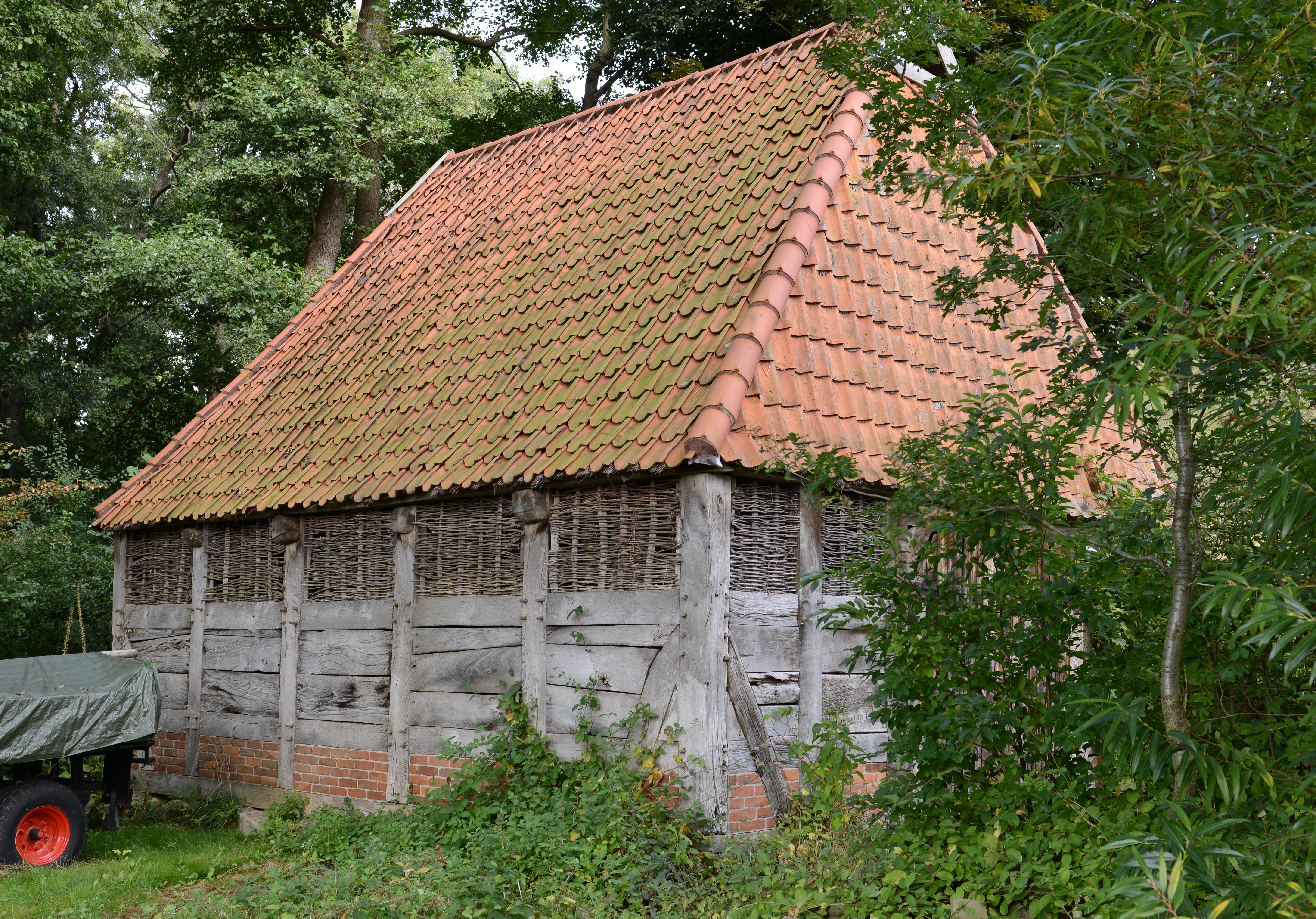
Speicher
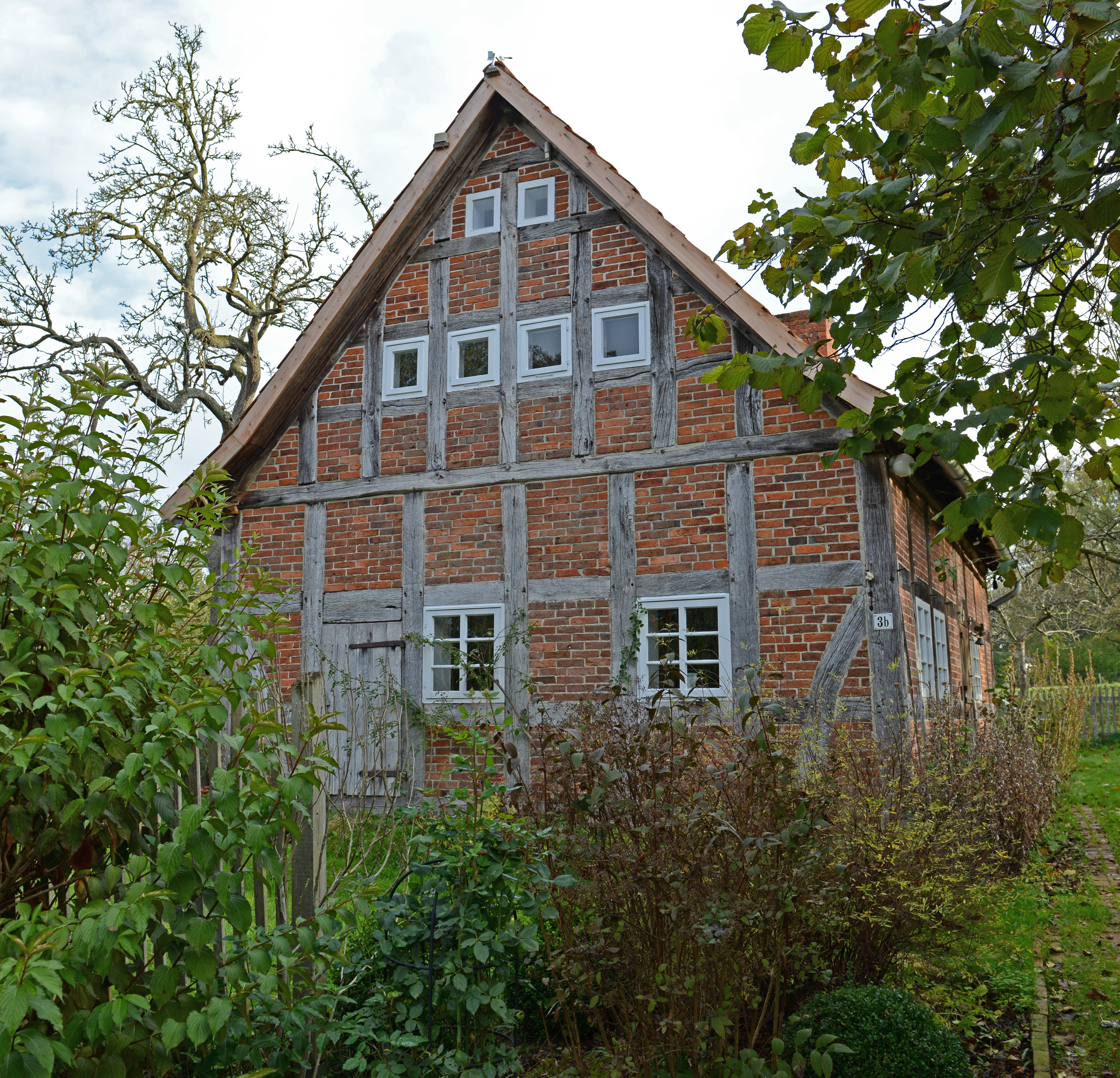
Backhaus